# Víctor Ormazábal
Víctor Manuel Ormazábal Escobar (Buenos Aires, 2 aprile 1985) è un ex calciatore argentino, di ruolo centrocampista.

## Carriera
Ha giocato nella massima serie dei campionati argentino e vietnamita, e nella seconda divisione argentina e spagnola.

## Palmarès

### Club

#### Competizioni internazionali
- Coppa Sudamericana: 1

Boca Juniors: 2004